# Alexa Halko
Alexa Halko es una atleta paralímpica de los Estados Unidos que compite principalmente en la clasificación T34 de sprint y eventos de media distancia. Participó en los Juegos Paralímpicos de Verano 2016 en Río, donde ganó una medalla de bronce y dos de plata.

## Biografía
Halko nació en Midwest City, Oklahoma, EE. UU. en 2000. Actualmente reside en Williamsburg, Virginia, asistió a Jamestown High School y se graduó en 2018. Tiene parálisis cerebral.

## Carrera de atletismo
Comenzó a practicar deportes adaptados a la edad de siete años después de ser abordada en un mercado de agricultores por un miembro de la Asociación de Deportes para Personas con Discapacidad del Gran Oklahoma. Nunca antes había usado una silla de ruedas, pero usó una para correr. Clasificada como atleta T34, ingresó a su primera competencia senior en 2015, compitiendo en un Gran Premio en Mesa, Arizona. Ese mismo año, fue elegida para representar a Estados Unidos en el Campeonato Mundial de Atletismo IPC 2015 en Doha. Participó en tres eventos y ganó medallas de plata en dos, 100 y 400 metros. En ambos fue vencida por la británica Hannah Cockroft, la competidora dominante durante mucho tiempo en los eventos de sprint T34 femenino, pero con un tiempo de 18.55 segundos en los 100 metros, Halko estableció un nuevo récord en Norteamérica. 
Al año siguiente se clasificó para los Juegos Paralímpicos de Verano 2016 en Río, donde a la edad de 16 años era la miembro más joven del equipo de atletismo estadounidense. En su primera carrera, el evento de 100 metros (T34), superó a Amy Siemons de Países Bajos por una centésima de segundo para llevarse la medalla de bronce.  Se llevó su segunda medalla unos días después con una plata en los 400 metros (T34), dividiendo la combinación británica de Cockroft (oro) y Kare Adenegan (bronce). Halko terminó sus primeros Juegos Paralímpicos con una segunda presea de plata, terminando nuevamente detrás de Cockroft en los 800 metros (T34).
Al año siguiente, viajó a Londres para competir en su segundo Campeonato Mundial, ganando bronce en los 100 metros y plata en los 400 y 800 metros.